# Kałmucki Komitet Narodowy
Kałmucki Komitet Narodowy (niem. Kalmukisches Nationalkomitee) – kałmuckie kolaboracyjne przedstawicielstwo narodowe w III Rzeszy podczas II wojny światowej
Komitet został utworzony wiosną 1943 r. w Berlinie z inicjatywy Ministerstwa Rzeszy ds. Okupowanych Terytoriów Wschodnich Alfreda Rosenberga. Na jego czele stanął emigracyjny działacz kałmucki Szamba Balinow. Funkcję jego zastępców pełnili Sandża Stiepanow i książę Nikołaj Tundutow, sekretarza generalnego Sodmon Dałantinow-Mangatow, zaś skarbnika Piotr Dżewzinow. Organem prasowym Komitetu był miesięcznik „Halʹma̋g”. Część działaczy kałmuckich została skierowana na kursy dywersyjne do szkoły wywiadowczej w Poczdamie. Komitet zajmował się działalnością propagandową, wspierał materialnie ostarbeiterów z Kałmucji, prowadził werbunek czerwonoarmistów pochodzenia kałmuckiego do Korpusu Kawalerii Kałmuckiej. Pod koniec 1944 r. trwały rozmowy z Komitetem Wyzwolenia Narodów Rosji na czele z gen. Andriejem A. Własowem, w wyniku których Kałmucy ogłosili podporządkowanie się KONR. Celem Komitetu było uzyskanie autonomii dla Kałmucji w składzie nowej Rosji w 3 zakresach: religii, kultury i gospodarki. Do nowo formowanych Sił Zbrojnych Komitetu Wyzwolenia Narodów Rosji miały być włączone resztki Kałmuckiego Korpusu Kawaleryjskiego, ale wskutek opóźniania tego procesu przez Niemców nie doszło do tego przed końcem wojny.